# Корпорација за правне услуге
Корпорација за правне услуге (енгл. Legal Services Corporation) је јавно финансирана непрофитна корпорација основана од стране Конгреса Сједињених Америчких Држава. Она настоји да обезбеди равноправан приступ правди у складу са законом за све Американце пружањем грађанске правне помоћи онима који је себи не би могли приуштити. Корпорација је основана 1974. године двостраначким споразумом у Конгресу и подршком Никсонове администрације. 
Корпорација има Одбор од једанаест директора које именује председник Сједињених Држава и потврђује амерички Сенат, који воде корпорацијину политику. По закону, Одбор директора је двостраначки; не може доћи више од шест директора из исте странке. Корпорација има председника и друге службенике који спроводе политику и надгледају пословање корпорације.
Корпорација је 2013. године имала буџет од 350 129 760 долара, како би се омогућило обезбеђивање грађанске правне помоћи.